# Čertův most (Moravský kras)
Čertův most je asi 18 metrů vysoký skalní oblouk, který leží v Suchém žlebu v Moravském krasu, asi 500 metrů od Kateřinské jeskyně. Jedná se o "zmenšeninu" Pravčické brány v Českém Švýcarsku. Kdysi zde byla jeskyně, která byla vytvořena vodami tekoucími Suchým žlebem. Eroze vody a vnější vlivy způsobily, že z této jeskyně zbyl jen jeden velký a jeden malý skalní oblouk, které se tyčí nad žlebem.

## Historie

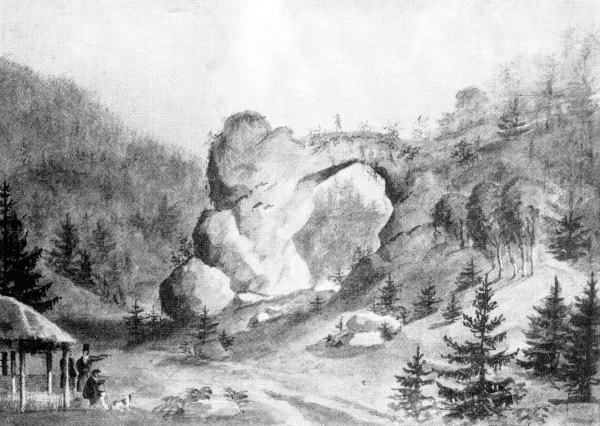
Čertův most v roce 1833

Jak píše Karel Absolon ve své knize Moravský kras, tato skalní klenba byla zejména v 19. století hojným cílem návštěvníků Moravského Švýcarska a až do zpřístupnění jeskyní byla po Macoše prakticky druhou největší atrakcí. Starohrabě Hugo František Salm, který se staral o povznesení turistiky v kraji, nechal již počátkem 19. století zbudovat naproti tomuto skalnímu mostu pavilónek, kam se mohli uchýlit návštěvníci před deštěm. Tuto úchvatnou scenérii nakreslil roku 1833 známý malíř. F. Richter, v roce 1875 namaloval Čertův most malíř E. Herold.

### Stav v roce 2011
Přestože se jedná o jednu z nejkrásnějších partií v Moravském krasu, je Čertův most pro běžného návštěvníka téměř "neviditelný." Lokalita je zarostlá lesem a náletovými dřevinami a z cesty je částečně vidět pouze mimo vegetační období.

## Okolí Čertova mostu
Poblíž Čertova mostu se nachází Čertova branka, která má svou známější jmenovkyni v Pustém žlebu a jeskyně Čertova okna. Nedaleko leží i jeskynní hrad Rytířská jeskyně. V okolí byly nalezeny kosti polárních sobů, bobrů a vlků.

## Pověst
K Čertovu mostu se váže pověst o Jurovi, který šel z hladu pytlačit, ale protože ho pán z hradu Blanseka přistihl při činu, musel mu Jura jako výkupné před jistou smrtí přinést z Čertova mostu mláďata divokých orlů. Toto místo však mělo hroznou pověst a všichni ho odrazovali. Jurovi ale nic jiného nezbývalo. Poradila mu bába ze skal, která mu dala křížek proti běsům a hůl, kterou měl zkrotit staré orly. Dala mu rady, ať si nic jiného odtamtud nebere. Jura ji poslechl a i když se děly hrůzostrašné věci a orlí hnízdo bylo plné pokladů, vzal pouze mláďata orlů, které donesl hradnímu pánovi. Ten, když se dozvěděl o pokladech, tak se na Čertův most vydal, ale tam bídně zahynul. Zato Jura žil spokojeně s maminkou a ještě vnukům vyprávěl, co se mu přihodilo.

## Technická data
Most je tvořen vápencem, jeho délka je 15 m a maximální výška 10 m. Tloušťka je 1,20 m.

## Fotogalerie

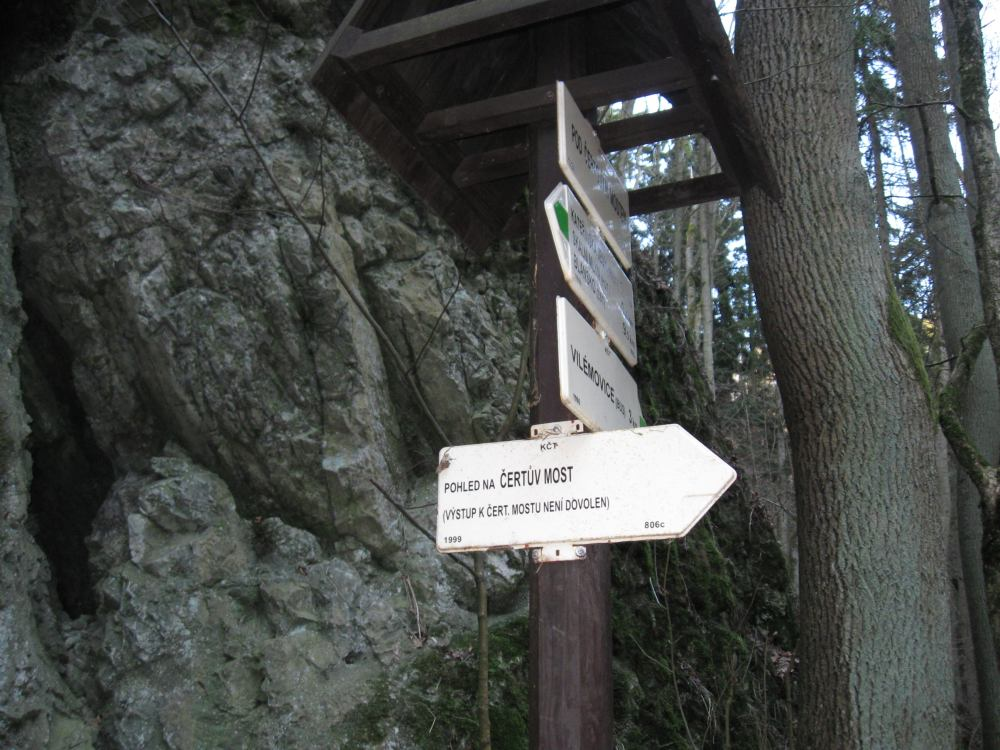
Pod Čertovým mostem
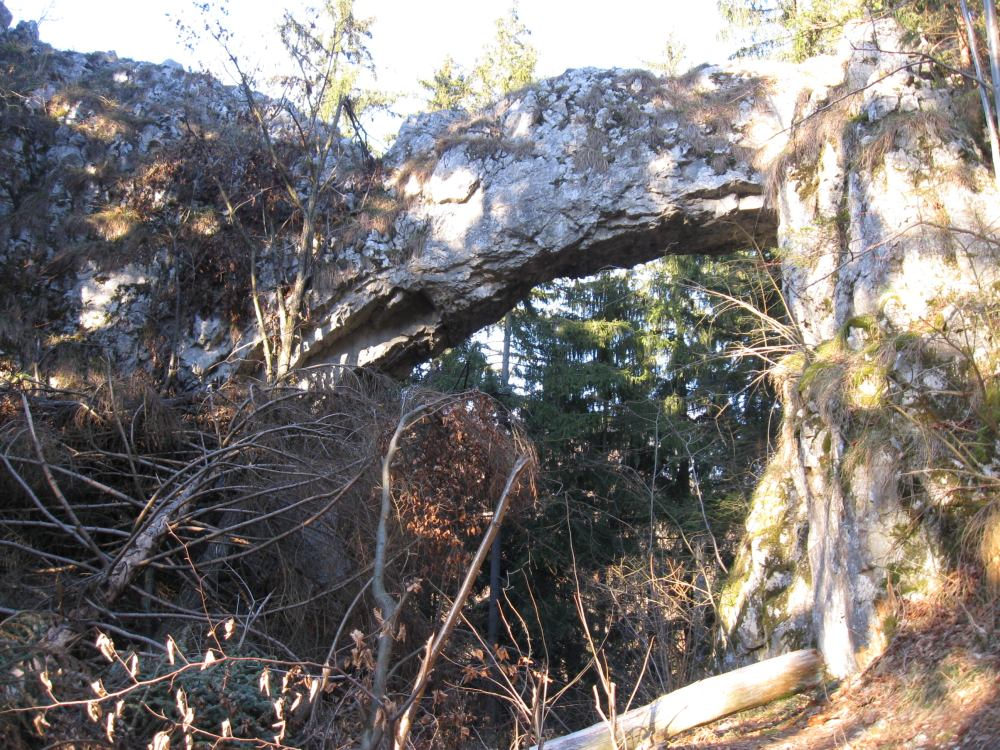
Čertův most – pohled z jihozápadní strany
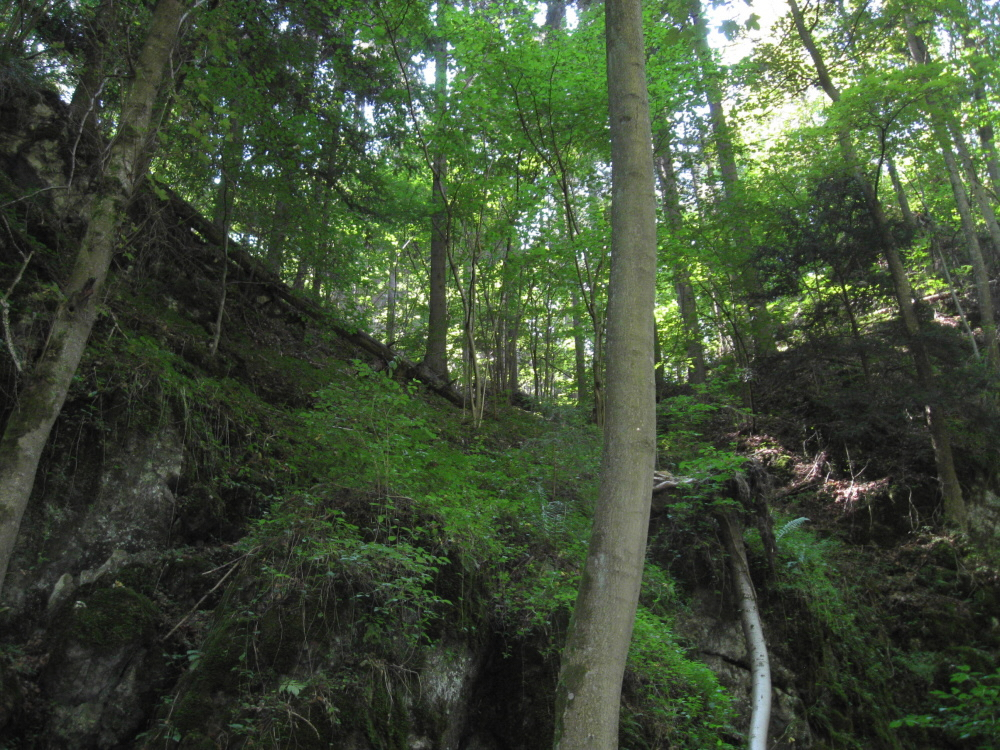
Čertův most ze Suchého žlebu – pohled v letních měsících
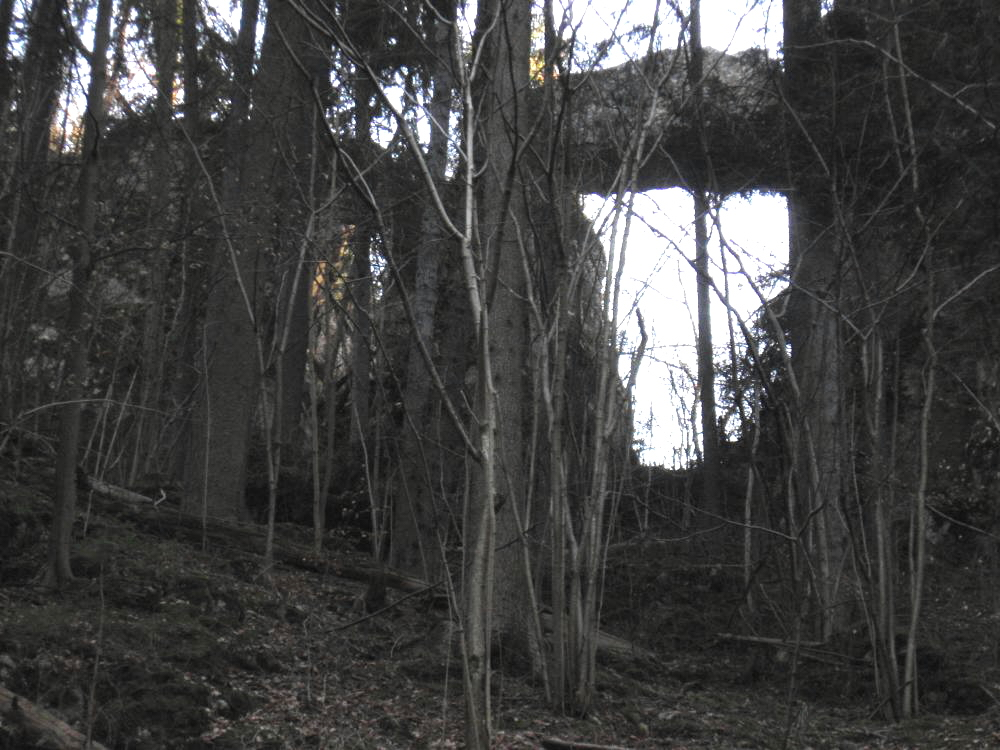
Čertův most – pohled ze severovýchodu